# Хрущ Тамара Мефодіївна
Хрущ Тамара Мефодіївна (15 травня 1949, с. Жорнище, Україна) — українська журналістка. Заслужений журналіст України (1998). Член Національної Спілки журналістів України.

## Життєпис
Народилася 15 травня 1949 року в селі Жорнищі Вінницької області, нині Україна. Закінчила Київський державний університет ім. Т. Г. Шевченка (1972). Працює на Українському телебаченні.
Автор і ведуча передачі «Дзвони Чорнобиля», призерка міжнародних фестивалів телевізійних фільмів на Чорнобильську тематику:
- в Росії (Москва, Ханти-Масійськ),
- Білорусі (Мінськ),
- Казахстані (Алма-Ати),
- Іспанії (Рондо),
- Швейцарії (Женева), на фестивалі Країн Центрально-Європейської ініціативи в Будапешті.

## Фільмографія
Співавтор сценаріїв телефільмів:
- «Зона» (1996),
- «Саркофаг» (1997),
- «Людина з мертвого міста» (1998),
- «Північ—Південь» (1998).